# Manchester House

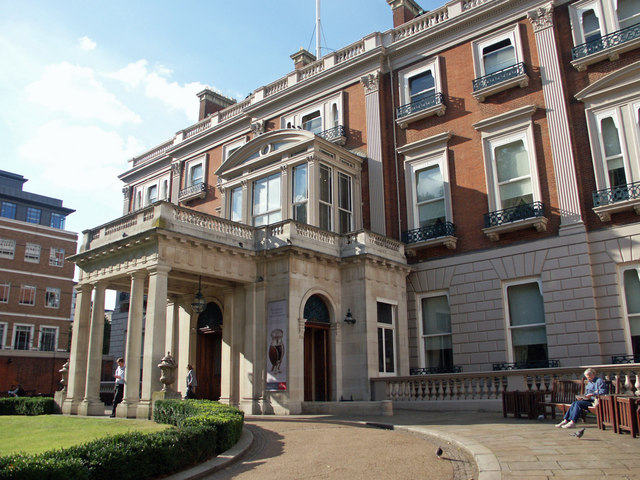
Hertford House, früher Manchester House, Vordereingang am Manchester Square

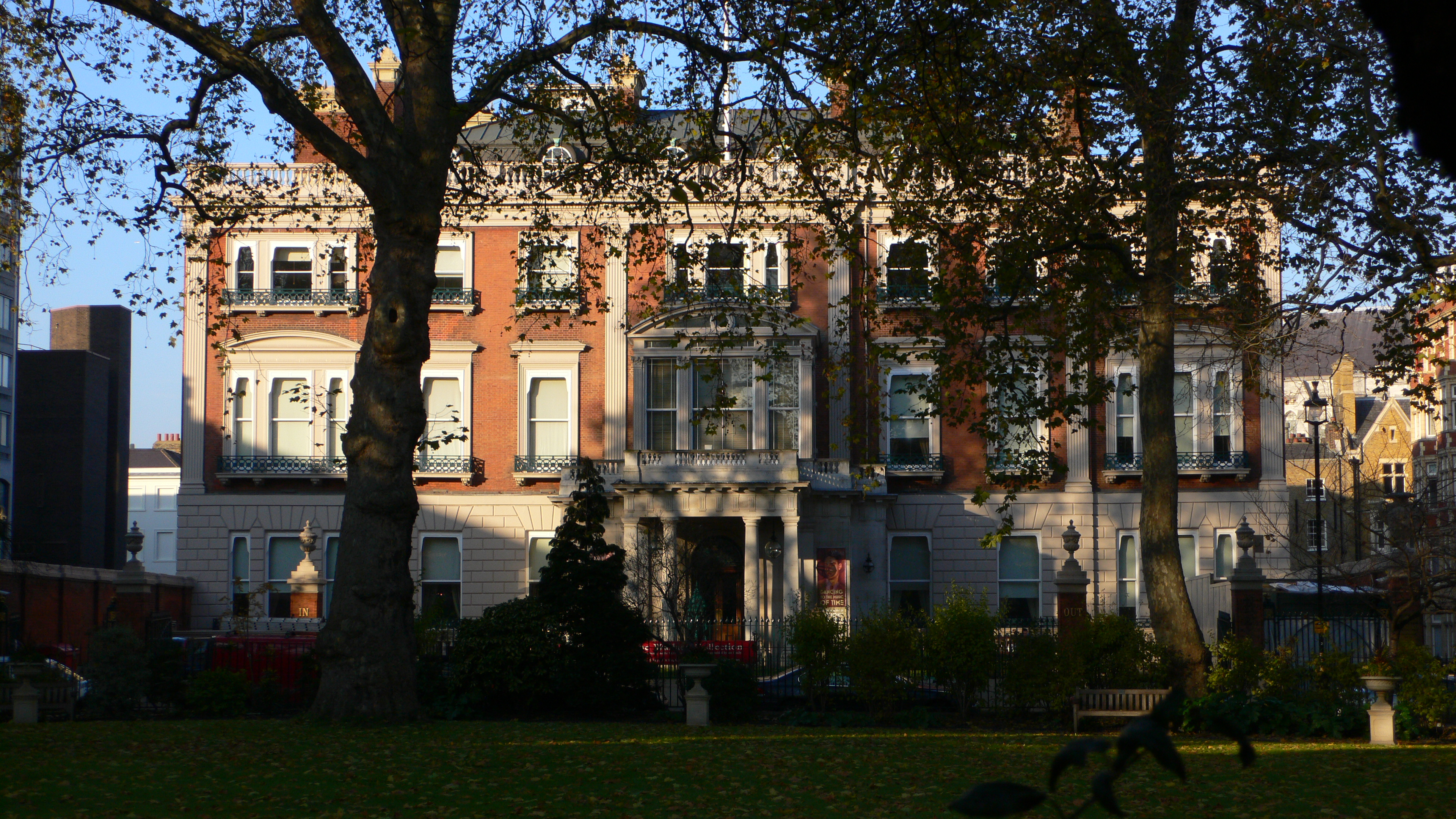
Rückseite von Hertford House an der George Street

Manchester House, heute Hertford House, ist ein Herrenhaus aus dem 18. Jahrhundert an der Nordseite des Manchester Square in Marylebone in der britischen Hauptstadt London. Heute beherbergt es die Wallace Collection, eine große Sammlung schöner und dekorativer Künste. Es ist Teil des Portman Estates.

## Geschichte
Das Haus wurde in den Jahren 1776–1788 im Auftrag des George Montagu, dem vierten Duke of Manchester, errichtet. Grund für die Wahl des Standortes war eine gute Möglichkeit zur Entenjagd in der Nähe.
Die Vorderseite ist nach Süden, zum Manchester Square hin ausgerichtet, während die Gartenfront zur George Street zeigt.
Nach dem Tod des Herzogs diente das Haus 1791–1795 als spanische Botschaft. 1797 pachtete dann Francis Ingram-Seymour-Conway, der zweite Marquess of Hertford, das Haus als seine Londoner Stadtresidenz. Er war bekannt für seine rauschenden Feste.
1836–1851 befand sich die französische Botschaft in Hertford House, da Richard Seymour-Conway, der vierte Marquess of Hertford, meist in Paris lebte. Seit damals diente das Haus bereits als Lager für die Kunstsammlung des Marquess. Erst der uneheliche Sohn des Marquess, Richard Wallace (1818–1890), lebte ab den 1870er-Jahren wieder in dem Haus und brachte erneut viele Kunstwerke aus Frankreich mit. Er ließ Hertford House renovieren und richtete im Obergeschoss mehrere Gemäldegalerien ein.
Nach seinem Tod 1890 fiel das Haus an das Office of Works, die Vorgängerorganisation von English Heritage. Sie ließ es komplett in ein Museum umbauen. Am 22. Juni 1900 wurde es als Wallace Collection der Öffentlichkeit zugänglich gemacht.